# Roberto De Russa
Roberto De Russa (Normandia, ... – Contado di Molise, ...; fl. XI secolo) è stato un nobile italiano.
Figlio del Trostayni, nipote di Rodolfo II, conte di Molise, fu un barone normanno che si stabilì nell'odierno Molise governando il Feudo di Montagano e il Feudo di Campolieto. Fondò in quest'ultimo, nel IX secolo il Castello Medievale, oggi noto come il Palazzo Baronale. Nel 1094, per la salvezza dell'anima sua e della sorella, donò la Chiesa di Santa Lucia a Santa Sofia di Benevento. Fu anche Signore del Castellum di Limosano e di Toro. Inoltre, nel 1109 donò dei beni ecclesiastici a Monte Cassino.
Nel 1096 si trovava tra gli Italiani Meridionali che prendevano parte all'impresa della Prima Crociata a Gerusalemme. Non si hanno altre informazioni importanti  su questo personaggio affinché si possa dare una chiara spiegazione.